# Dinamo-Stroitel Jekaterinburg
| Europapokalbilanz Herren Feld |                       |        |       |           |
| Jahr                          | Wettbewerb            | Niveau | Platz | Ort       |
| 1981                          | Club Champions Cup    | 1      | 2     | Brüssel   |
| 1992                          | Cup Winners Trophy    | 2      | 1     | Lille     |
| 1993                          | Club Champions Trophy | 2      | 1     | Prag      |
| 1994                          | Cup Winners Cup       | 1      | 5     | Terrassa  |
| 1995                          | Cup Winners Cup       | 1      | 5     | Cagliari  |
| 1996                          | Cup Winners Cup       | 1      | 5     | Den Haag  |
| 1997                          | Cup Winners Cup       | 1      | 5     | Reading   |
| 1998                          | Cup Winners Cup       | 1      | 2     | Den Bosch |
| 1999                          | Cup Winners Cup       | 1      | 4     | Amsterdam |
| 2000                          | Cup Winners Trophy    | 2      | 3     | Brest     |
| 2001                          | Club Champions Trophy | 2      | 5     | Antwerpen |
| 2002                          | Club Champions Trophy | 2      | 3     | Wettingen |
| 2003                          | Club Champions Trophy | 2      | 3     | Rom       |
| 2004                          | Club Champions Trophy | 2      | 5     | Prag      |
| 2015                          | Euro Hockey League    | 1      | VR 24 | Barcelona |

Dinamo-Stroitel Jekaterinburg (russisch Динамо-Строитель Екатеринбург) ist einer der erfolgreichsten russischen Feld- und Hallenhockeyvereine. Nach Dinamo Alma-Ata und HC Dinamo Kasan hat der Club die drittmeisten Landestitel der UdSSR bzw. Russlands gewonnen. Der Kunstrasenhockeyplatz des Clubs liegt rund 1,5 km südlich des Hauptbahnhofs von Jekaterinburg. Gegründet wurde das Team 1969 als SKA Swerdlovsk. Seit 1999 spielt der Verein unter dem Namen Dinamo und seit 2004 als Dinamo-Stroitel. Der größte Erfolg des Vereins war das Erreichen des Finales des Europapokals der Landesmeister 1981. In der Saison 2014/2015 qualifizierte sich Jekaterinburg erstmals als Zweiter der russischen Meisterschaft für die Euro Hockey League.

## Erfolge
- EuroHockey Cup Winners Trophy: 1992
- EuroHockey Club Champions Trophy: 1993
- Feldhockeymeister der UdSSR: 1980
- Russischer Feldhockeymeister: 1992, 1994, 1997, 1998, 1999, 2000, 2001, 2002
- Feldhockeypokalsieger der UdSSR: 1988. 1989, 1991
- Russischer Feldhockeypokalsieger: 1992, 1993, 1994, 1996, 1997, 1998, 1999
- Russischer Hallenhockeymeister: 2003, 2013